# Ниела Белбо
Ниѐла Бѐлбо (на италиански: Niella Belbo; на пиемонтски: la Niela an Belb, ла Ниела ан Белб) е село и община в Северна Италия, провинция Кунео, регион Пиемонт. Разположено е на 785 m надморска височина. Населението на общината е 405 души (към 2010 г.).